# Sierning
Sierning is een gemeente in de Oostenrijkse deelstaat Opper-Oostenrijk, gelegen in het district Steyr-Land. De gemeente heeft ongeveer 7800 inwoners.

## Geografie
Sierning heeft een oppervlakte van 38,2 km². De gemeente ligt in het zuidoosten van de deelstaat Opper-Oostenrijk, in het centrum van Oostenrijk. In het zuidoosten ligt de deelstaat Neder-Oostenrijk.
Adlwang · Aschach an der Steyr · Bad Hall · Dietach · Gaflenz · Garsten · Großraming · Laussa · Losenstein · Maria Neustift · Pfarrkirchen bei Bad Hall · Reichraming · Rohr im Kremstal · Schiedlberg · Sierning · St. Ulrich bei Steyr · Ternberg · Waldneukirchen · Weyer · Wolfern
- Gemeinsame Normdatei: 4466292-0
- Library of Congress Control Number: n92038583
- MusicBrainz: 89db46d4-6b96-4d6f-be62-ac55b16d3ca3
- Nationale Bibliotheek van Israël: 987007567601605171
- Virtual International Authority File: 126809438
- WorldCat: E39PBJppwpMp3mmy87FTd7y68C